# Fahrenkrug
Fahrenkrug est une commune de l'arrondissement de Segeberg, dans le Land du Schleswig-Holstein.

## Jumelages
- Aigre (France) depuis 1987